# Żurrieq
Żurrieq [zʊrˈrɪːʔ] (oder auch: Iż-Żurrieq) ist eine der ältesten Städte in Malta und hat 11.209 Einwohner (Stand 31. Dezember 2020). 1436 wurde sie eine eigene Kirchengemeinde, die der Katharina von Alexandria geweiht ist. 

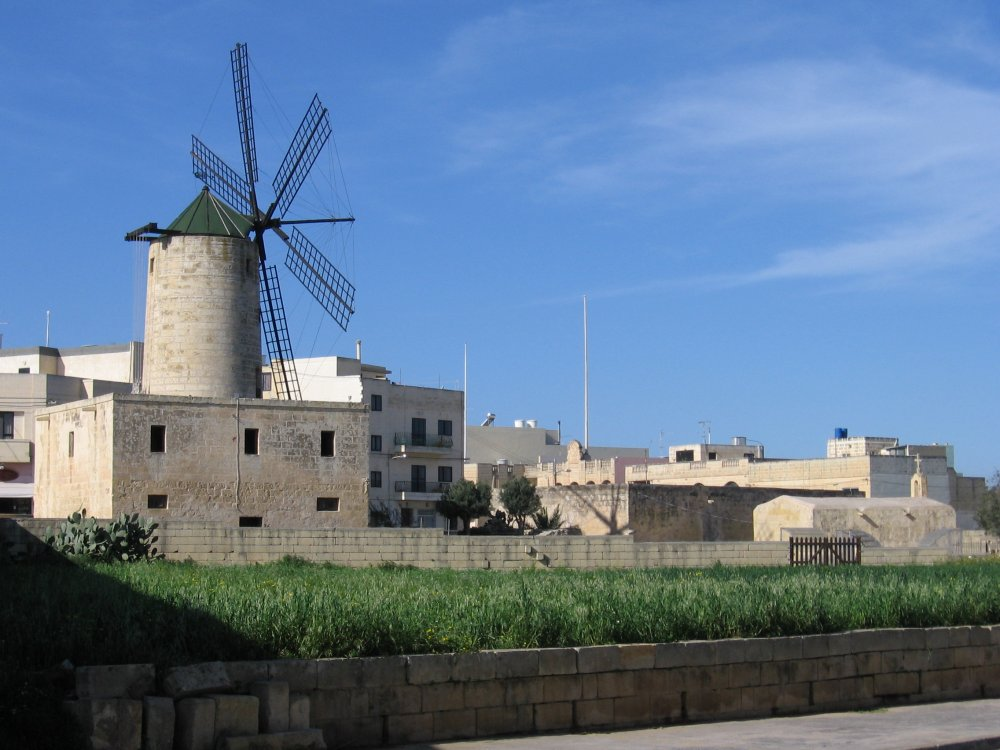
Xarolla-Windmühle in Żurrieq

Żurrieq liegt im südöstlichen Teil Maltas. Es ist Teil des 5. Distrikts und die Wahlen zum Local Council (Stadtrat) sind alle drei Jahre. Der Stadtrat besteht aus sieben Personen; eine davon ist Bürgermeisterin oder Bürgermeister. Zurzeit (November 2020) ist Rita Grima Bürgermeisterin von Żurrieq.

## Bauwerke
- Chapel of Saint John the Evangelist in Ħal-Millieri (Johanneskapelle)
- Verkündigungskapelle von Ħal-Millieri

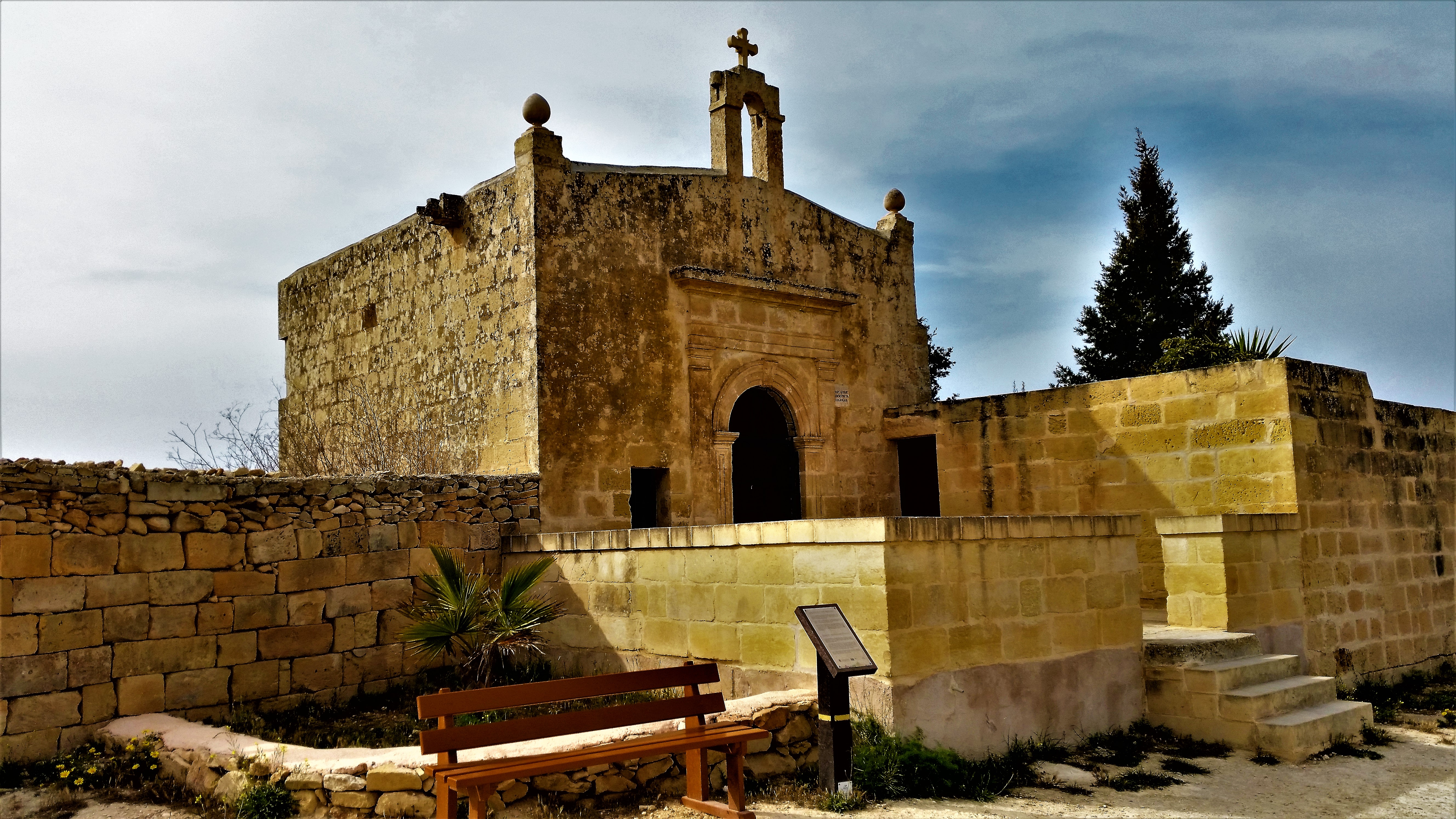
Johanneskapelle
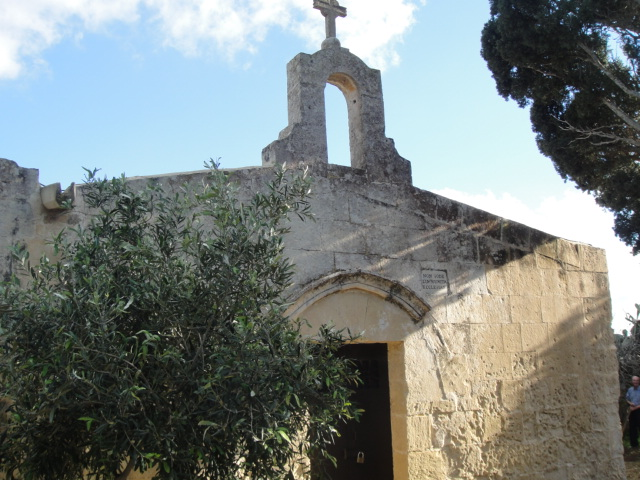
Verkündigungskapelle

## Sehenswürdigkeiten
Bekannt ist die Blaue Grotte (Il-Ħnejja) für ihr klares Wasser und die Höhlen. Ebenso ist die Windmühle von Xarolla ein Touristenziel mit unlängst ausgegrabenen Katakomben in der Nähe, angrenzend an das Dorf Safi. Bekannt ist das jeweils am ersten Sonntag im September begangene Fest der Schutzpatronin Katharina von Alexandria wegen seines Feuerwerks und der Statue. Das zweitwichtigste Fest, das von Our Lady of Mount Carmel feiert man am ersten Sonntag nach dem 16. Juli.
Zum Stadtgebiet gehört auch die fünf Kilometer südlich der Küste gelegene Felseninsel Filfla, mit ihrer Nebeninsel Filfoletta, die die südlichste Landmasse Maltas bildet.

## Städtepartnerschaften
Żurrieq unterhält Partnerschaften mit drei Städten:
- Angermünde, Deutschland
- Borgo Maggiore, San Marino
- Morfou, Zypern